# Theodor Bock (Politiker)
Theodor Bock (* 26. Januar 1839 in Hamburg; † 16. Februar 1911 ebenda) war ein deutscher Kaufmann und Abgeordneter der Hamburgischen Bürgerschaft.

## Leben
Bock war Kaufmann in dem von seinem Vater gegründeten Handelshaus H.C. Bock und bereiste 1859 Südamerika. Er gehörte dem Aufsichtsrat der Norddeutschen Bank und der Hanseatischen Baugesellschaft an.
Er heiratete nacheinander zwei Töchter von Otto Philipp Braun.
Bock gehörte von 1871 bis 1877 der Hamburgischen Bürgerschaft an.